# چانکالاماخی
چانکالاماخی (به لاتین: Chankalamakhi) یک منطقهٔ مسکونی در روسیه است که در شهرستان آگولسکی واقع شده‌است.